# Здорнов, Владимир Анатольевич
Владимир Анатольевич Здорнов  (род. 9 февраля 1956, Прокопьевск, Кемеровская область) — инженер-конструктор, учёный в области подводного судостроения, кораблестроитель, генеральный директор, главный конструктор, председатель научно-технического совета ОАО ЦКБ МТ «Рубин», главный конструктор серии атомных подводных лодок класса «ракетный подводный крейсер стратегического назначения» (РПКСН) четвёртого поколения проекта 955 и 955A типа «Борей», доктор технических наук, профессор, лауреат Премии Правительства Российской Федерации в области науки и техники и премии Ленинского комсомола.

## Биография
Владимир Анатольевич Здорнов родился 9 февраля 1956 года в городе Прокопьевске Кемеровской области
В школьные годы увлекался спортом, занимался хоккеем с шайбой. В 1979 году, после окончания кораблестроительного факультета Ленинградского кораблестроительного института, был направлен на работу в Ленинградское проектно-монтажное бюро «Рубин» (ныне ФГУП ЦКБ МТ «Рубин»). Сначала работал инженером-конструктором в секторе нагрузки проектного отдела, затем начальником сектора статистики, после был назначен на должность заместителя начальника проектного отдела. В 1986 году В. А. Здорнов стал лауреатом премии Ленинского комсомола.
В 1988 году был назначен заместителем главного конструктора. Работал в группе под руководством кораблестроителя С. Н. Ковалёва, который вспоминал «… число моих заместителей пополнил очень умный и широко эрудированный Владимир Анатольевич Здорнов, ставший потом главным конструктором проектов и руководителем нашей группы. В должности генерального конструктора ракетоносцев четвёртого и пятого поколений Здорнов внёс решающий и неоценимый вклад в создание кораблей проекта 955 („Борей“)».

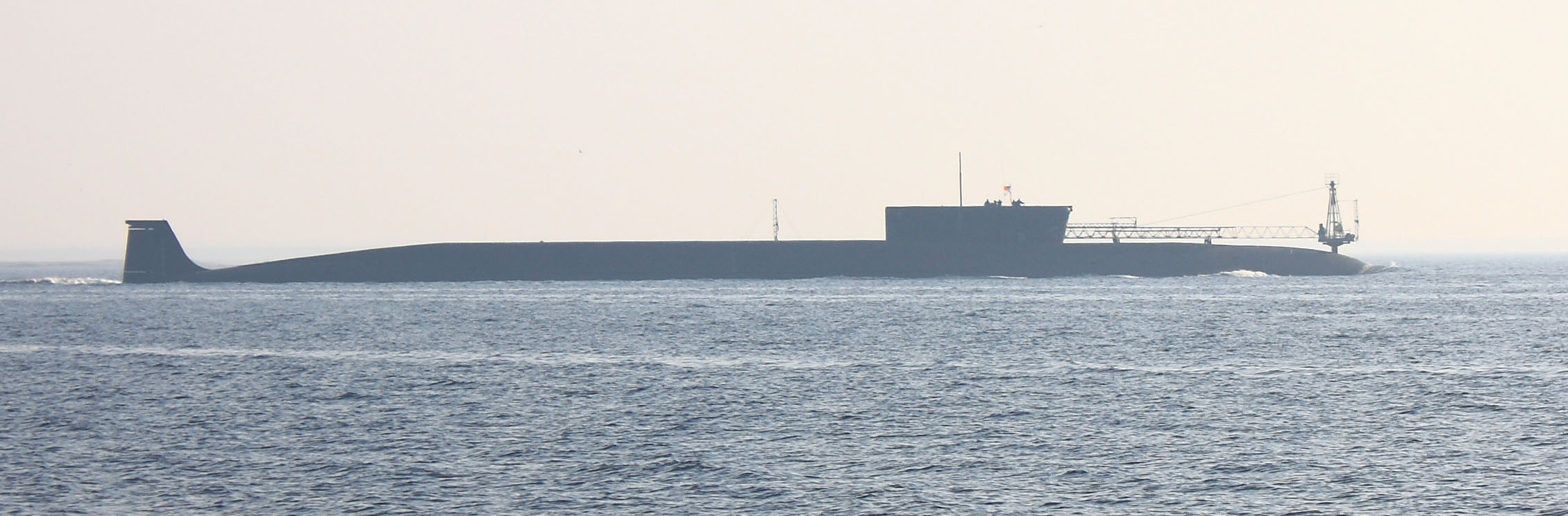
Подводная лодка проекта 955 «Юрий Долгорукий»

В 1989 году Здорнов защитил кандидатскую диссертацию. В 1990 году стал главным конструктором предприятия. В 2002 году стал лауреатом премии Правительства РФ в области науки и техники. В 2004 году защитил докторскую диссертацию и назначен генеральным конструктором ракетных подводных лодок стратегического назначения 4-го и 5-го поколений. Главный конструктор серии атомных подводных лодок проекта 955 и 955A типа «Борей». Головной корабль серии — «Юрий Долгорукий» в составе Северного флота, второй — «Александр Невский» и третий — «Владимир Мономах» — в составе Тихоокеанского флота. Четвёртый — «Князь Владимир» и пятый — «Князь Олег» в процессе постройки. Шестой — «Генералиссимус Суворов» заложен 26 декабря 2014 года.
В 2006 году ему присвоено учёное звание профессор. Является действительным членом Международной Академии информатизации, автором более 100 научных работ.
С 19 января 2007 года по 02 декабря 2009 года являлся генеральным директором ФГУП "Центральное конструкторское бюро морской техники «Рубин», сменил на этом посту академика РАН И. Д. Спасского.

## Награды
- Орден Дружбы (2001)
- медали